# شنمول
شُنْمُول (الاسم العلمي: Chaenomeles)، جنس من أربعة أنواع من الشجيرات الشوكية النفضية، يبلغ طولها عادةً 1-3 أمتار، وتنتمي إلى فصيلة الوردية. مواطنها في جنوب شرق آسيا. ترتبط هذه النباتات بالسفرجل (Cydonia oblonga) والسفرجل الصيني (Pseudocydonia sinensis)، وتختلف في الأوراق المسننة التي تفتقر إلى الزغب، وفي الأزهار التي تُحمل في مجموعات، ولها كأسية نفضية وأنماط متصلة في القاعدة.
أوراقها متعاقبة، وبسيطة، ولها هامش مسنن. يبلغ قطر زهورها 3-4.5 سم، ولها خمس بتلات، وعادًة ما تكون ذات لون برتقالي-أحمر فاتح، ولكن يمكن أن تكون بيضاء أو وردية؛ تُزهر في أواخر الشتاء أو أوائل الربيع. الثمرة عبارة عن حبة ذات خمس أخباء. تنضج في أواخر الخريف.
تتغذى يرقات بعض أنواع حرشفيات الأجنحة بما في ذلك ذو الذيل البني وحفار الأوراق Bucculatrix pomifoliella.